# Schmarrie
Schmarrie è una frazione (Ortsteil) del comune di Hülsede, nel land della Bassa Sassonia, in Germania.

## Storia
Già comune autonomo nel circondario di Springe, fu soppresso e incorporato a Hülsede il 1º marzo 1974.